# Sanu Sharma
Sanu Sharma je nepálská spisovatelka, autorka krátkých povídek, básnířka a textařka. Napsala několik románů a sbírek povídek, přičemž její díla jsou dostupná i ve zvukové podobě. Její povídky, básně a seriálové romány byly publikovány v renomovaných literárních časopisech a periodikách. Řada jejích textů byla zhudebněna a interpretována různými umělci. Některé její práce byly přeloženy do jazyků, jako jsou angličtina, hindština, portugalština a španělština a objevily se v publikacích v několika zemích.
V roce 2018 byla sbírka povídek Sanu Sharmy Ekadeshmaa zařazena mezi sedm dalších děl na užší seznam prestižní ceny Madan Puraskar. V roce 2024 byla její devátá kniha Arko Deshma, což je její druhá sbírka povídek, nominována na Padmashree Award i na literární cenu Kavidanda.

## Kariéra
Sanu Sharma vydala svůj první román Ardhaviram v roce 2003, následovaný druhým románem Jeetko Paribhasha v roce 2010. Třetí román Artha vyšel o rok později, v roce 2011.
V roce 2017 Sharma publikovala svůj čtvrtý román Biplavi a v roce 2018 vydala svou první sbírku povídek Ekadeshmaa. Tato sbírka zaujala širší publikum a získala uznání jak od čtenářů, tak od kritiků. Následně byla nominována na Madan Puraskar, nejprestižnější literární cenu v nepálské literatuře.
Po úspěchu Ekadeshmaa vydala Sharma svůj pátý román Utsarga v roce 2021 a šestý román Pharak v roce 2022. V září 2023 publikovala svůj osmý román Tee Saat Din prostřednictvím vydavatelství Ratna Pustak Bhandar. V dubnu 2024 vydala svou druhou sbírku povídek Arko Deshma s nakladatelstvím FinePrint, což představuje její devátou knihu.
Sanu Sharma je také básnířka, textařka a autorka Ghazal. Některé z jejích ghazalů byly zahrnuty do společné knihy Kaifiyat 2. Její texty byly interpretovány různými zpěváky na hudbu nepálských skladatelů. Její původní nepálské básně byly přeloženy do jiných jazyků a publikovány na různých místech.